# Матвійчук Микола Макарович
Микола Макарович Матвійчук (13 березня 1924, Ушиця — 1 червня 2001) — український історик, доктор історичних наук, професор.

## Біографія
Народився 13 березня 1924 року в селі Ушиці (тепер Коростенського району Житомирської області). У 1943–1944 роках був бійцем партизанського з'єднання під керівництвом О. Ф. Федорова. У 1950 році закінчив історичний факультет Житомирського педагогічного інституту імені І. Франка за спеціальністю «історія», а у 1953 році — аспірантуру кафедри марксизму-ленінізму Київського державного університету. В 1954 році захистив кандидатську дисертацію на тему: «Партія більшовиків — організатор і керівник соцзмагання в Криворізькому рудному басейні (1933–1937 рр.)». З 1953 року доцент кафедри історії КПРС.
З 1962 по 1966 рік перебував в докторантурі і у 1966 році захистив докторську дисертацію на тему: «Керівництво Комуністичною партією розвитком творчої активності робітничого класу (Досвід партійних організацій України в 1951–1958 рр.)». У 1966–1967 роках — заступник завідувача кафедри історії КПРС, у 1968 році став професором названої кафедри. Рішенням Вищої атестаційної комісії СРСР від 10 червня 1967 року йому був присвоєний науковий ступінь доктора історичних наук.
З 28 червня 1968 року по 1988 рік завідував кафедрою, у 1988–1990 роках — професор кафедри історії КПРС для природничих факультетів, у 1990–1991 роках — кафедри політичної історії України, у 1991–1995 роках — кафедри української історії та етнополітики. Був головою спеціалізованої ради із захисту кандидатських дисертацій при Київському університеті.
З 1996 року на пенсії. Помер 1 червня 2001 року, похований на Байковому кладовищі Києва.

## Наукова і громадська діяльність
Напрямок наукових інтересів — історія, історія України 1950-1990-х років. Під його керівництвом було захищено 42 кандидатські дисертації та 6 докторських.
Був членом редколегії журналів «Наука і культура», «Наукові праці з історії України» та інших.
В Київському університеті читав нормативний курс «Історія КПРС» та спецкурс «Ленінський план соціалістичної індустріалізації і боротьба КПРС за його здійснення». Входив до парткому Київського університету.
Обирався членом Ради університету. Був лектором ЦК Компартії України та товариства «Знання».
Автор понад 100 наукових та науково-методичних праць, з них: 12 монографій у співавторстві та 4 особистих. Основні праці:
- Організаторська робота партії у промисловості України (1952–1958 р.). — Київ, 1956. — 148 с.;
- Вісімнадцятий з'їзд КП України. — Київ, 1962. — 151 с.;
- Організаторська робота партії в промисловості України (1952–1958). — Київ., 1966;
- Виховані партією. — Київ, 1960;
- КПСС и современная научно-техническая революция. — Київ, 1974;
- Нариси історії Київської обласної і міської партійних організацій (у співавторстві) та інші.

## Відзнаки
Заслужений діяч науки УРСР (з 1984 року). Нагороджений орденами «Знак Пошани» (1976), Вітчизняної війни 2-го ступеня (1985), численними медалями, зокрема: «За перемогу над Німеччиною у Великій Вітчизняній війні 1941–1945 рр.» (1946), «За доблесну працю у Великій Вітчизняній війні 1941–1945 рр.» (1946), «20 років перемоги у Великій Вітчизняній війні 1941–1945 рр.» (1966), «30 років перемоги у Великій Вітчизняній війні 1941–1945 рр.» (1975), «40 років перемоги у Великій Вітчизняній війні 1941–1945 рр.» (1985).
У 2000 році був удостоєний державної стипендії Президента України як видатному діячеві науки.